# Liste der Monuments historiques in Cleyzieu
Die Liste der Monuments historiques in Cleyzieu führt die Monuments historiques in der französischen Gemeinde Cleyzieu auf.

## Liste der Bauwerke
| Bezeichnung      | Beschreibung | Standort | Kennzeichnung | Schutzstatus | Datum | Bild           |
| ---------------- | ------------ | -------- | ------------- | ------------ | ----- | -------------- |
| Kirche St-Martin |              | (Lage)   | PA00116381    | Inscrit      | 1969  | weitere Bilder |